# Garrett County
Garrett County är ett administrativt område i delstaten Maryland, USA, med 30 097 invånare (2010). Den administrativa huvudorten (county seat) är Oakland. 

## Geografi
Enligt United States Census Bureau så har countyt en total area på 1 699 km². 1 678 km² av den arean är land och 21 km² är vatten. 

### Angränsande countyn
- Somerset County, Pennsylvania - nord
- Allegany County, Maryland - öst
- Mineral County, West Virginia - sydöst
- Grant County, West Virginia - syd
- Preston County, West Virginia - väst
- Fayette County, Pennsylvania - nordväst